# Ronald Hirlé
Pour les articles homonymes, voir Hirlé.
 (décembre 2014).
Si vous disposez d'ouvrages ou d'articles de référence ou si vous connaissez des sites web de qualité traitant du thème abordé ici, merci de compléter l'article en donnant les références utiles à sa vérifiabilité et en les liant à la section « Notes et références ».
 (décembre 2014).
Ronald Hirlé, né le 12 février 1950 à Strasbourg et mort le 3 décembre 2019 à Oberhausbergen, est un éditeur français, créateur des Éditions Hirlé en 1991. Fils de Mario Hirlé, musicien auteur compositeur et ancien membre des Compagnons de la chanson. Il est le père du réalisateur Lionel Hirlé, lauréat des Victoires de la musique 2017 et nommé aux Grammy awards 2018 pour son clip Makeba de la chanteuse Jain. 
Ancien publicitaire, responsable de budgets allemands pour la France, il a notamment géré la communication de Siemens, Schwan Stabilo, Triumph International, Kettler…
Il est le fondateur des Éditions Hirlé basées à Strasbourg et à Paris, spécialisées dans l'histoire du patrimoine industriel et culturel et a publié près de 400 ouvrages, dont un certain nombre de livres de référence pour les groupes Peugeot, PSA, Daimler-Benz, Snecma, CNES, Total, Areva, CGG Veritas… Les Éditions Hirlé disposent d'un département spécialisé sur la Seconde Guerre mondiale (biographies et monographies).
Passionné de l'histoire de l'art, il a publié une biographie de la célèbre galeriste parisienne, Denise René, spécialiste de l'art construit (Alexander Calder, Hans Arp, Yaacov Agam, Sonia Delaunay, Le Corbusier, Francis Picabia, Victor Vasarely… un ouvrage du photographe allemand Paul Wolff (pionnier du Leica) : Berlin 1936 : les Jeux Olympiques ainsi que deux ouvrages avec Tomi Ungerer. Il est l'auteur d'une biographie du sculpteur Arno Breker avec Jo Bodenstein ancien directeur d'Associated Press Germany.
Actuellement, Ronald Hirlé en tant qu'auteur se consacre à l'histoire franco-allemande du XXe siècle.
Il est président de l'association Mémoires Germain Muller-Mario Hirlé.
Ronald Hirlé en tant qu'auteur vient de publier deux ouvrages :
- Eva Reich j'ai vécu l'indicible : biographie d'une famille juive de la Galicie à la Terre promise, Éditions Vent d'Est  (ISBN 979-10-90826-31-1)
- Qui étiez-vous monsieur Germain Muller ? : biographie, Éditions du Signe  (ISBN 978-2746832022)

## Distinctions
- 1993 : Prix de la Décapole par l'Académie des sciences, lettres et arts d'Alsace affilée à la Fondation de France pour l'ouvrage : Les trois horloges astronomiques de la cathédrale de Strasbourg attribué par l'Académie des sciences, lettres et arts d'Alsace.
- 1999 : Prix Roberval, Sélection Prix grand public pour l'ouvrage L'espace : comment ça marche ? à quoi ça sert ?
- 2004 : Prix Roberval pour l'ouvrage Le pétrole : comprendre l'avenir
- 2007 : Prix européen de la culture, Fondation Pro Europa, sous le patronage du président du Conseil de l'Europe.
- 2008 : Prix Roberval pour l'ouvrage Énergie nucléaire : comprendre l'avenir

## Liste d'ouvrages publiés non exhaustive
- Roland Oberlé & Anne Argyriou, Il était une fois Le téléphone : Alcatel, 1991
- Bénédicte Herbage, es glacières de Strasbourg, 1992   (ISBN 2-9506376-5-5)
- Thierry Domas, Génération ISA / HEC, 1992
- Bach, Rieb & Wilhelm, Les trois horloges astronomiques de la cathédrale de Strasbourg, 1992   (ISBN 2-9506376-3-9)
- Jean-Marc Combes, Roland Oberlé, Le train, Musée du chemin de fer, 1992  (ISBN 2-910048-00-4)
- Michèle Larchez, Histoire de communiquer ou communiquer l'histoire, 1992  (ISBN 2-9506376-8-X)
- Christine Laemmel, L'IECS, 1993  (ISBN 2-910048-22-5)
- Sur la piste du lion, Prost, 1994  (ISBN 2-910048-31-4)
- Rina Muller, La cuisine à la bière, 1994
- Cinquante ans d'art construit : hommage à Denise René, 1995  (ISBN 2-910048-38-1)
- Jean-Pierre Klein, Kléber, 1995  (ISBN 2-910048-06-3)
- René Descombes, L'eau dans la ville : des métiers et des hommes, 1995  (ISBN 2-910048-12-8)
- André Costa, Jean-Claude Francolon, préface de Pierre Peugeot, Peugeot : la marque au lion, 1996   (ISBN 978-2-914729-60-4) (éditions en anglais, allemand, espagnol, portugais, japonais)
- La synagogue consistoriale de Strasbourg, 1898-1940, 1996  (ISBN 2-910048-35-7)
- Germain Muller, Enfin n'en parlons plus, 1996  (ISBN 2-910048-33-0)
- Émile Waldteufel. B. Fischbach & Yves Waldteufel, La valse au cœur, 1997  (ISBN 2-910048-51-9)
- Émile Waldteufel, La valse au cœur, 1997 (CD audio Alexandre Sorel) (réf Sacem FR 9709916).
- Pierre Elyakim Simsovic, préface d'Avi Pazner, Israël : 50 ans d'État, 1998  (ISBN 2-910048-59-4)
- Philippe Buffet, Marcel Lebaron, L'espace : comment ça marche ? à quoi ça sert ?, 1998  (ISBN 2-910-048-66-7)

prix Roberval, sélection prix grand public 1999
- Tomi Ungerer, Gérard Cardonne, Noël dans tous ses états, 1999  (ISBN 2-910048-78-0)
- Gérard Cardonne, préface du commandant Massoud, La nuit afghane, 2001  (ISBN 2-914729-78-2)
- Riehl, Charre, Joubin, Barbé, Peugeot 206 WRC, coédité avec Oberlin, 2001  (ISBN 2-853692-28-0)
- 2003 : La porte de l'enfer de Franz Gockel / Das Tor zur Hölle von Franz Gockel.  (ISBN 2-914729-23-5)
- 2003 : Omaha au nom des derniers témoins, de Gérard Cardonne & Raymond Couraud.  (ISBN 2-914729-21-9)
- 2003 : La dernière bataille, Gérard Cardonne.  (ISBN 2-914729-32-4)
- 2004 : Mercedes-Benz Le futur automobile, Christof Vieweg & Christian Devot.  (ISBN 2-914729-30-8)
- 2004 : Pétrole & gaz : comprendre l'avenir, de Pierre-René Bauquis préface Hubert Reeves (éditions : anglaise, espagnole, russe et chinoise).  (ISBN 2-914729-18-9)
- 2004 : Campagnes d’Égypte et de Syrie  du général Bonaparte. Textes du Maréchal Louis Berthier.  (ISBN 2-914729-25-1)
- 2004 : Le Struthof, de Raymond Couraud.   (ISBN 2-914729-27-8)
- 2005 : Noël, l'Avent et l'après", Sandrine Woelffel, Roland Oberlé, George Foessel.   (ISBN 2-914729-52-9)
- 2005 : Hiroshima Nagasaki, Sandrine Woelffel & Noriyuki Aida, éditions Hirlé.  (ISBN 2-914729-40-5)
- 2006 : Énergie Nucléaire, comprendre l'avenir, de Bertrand Barré & Pierre René Bauquis préface Anne Lauvergeon.  (ISBN 978-2-914729-50-5)
- 2007 : Les Géosciences au service des Hommes, École nationale supérieure de géologie.  (ISBN 978-2-914729-55-0)
- 2007 : Le Barabli, histoire d'un cabaret 1946-1988, de Ronald Hirlé & Dinah Faust.  (ISBN 978-2-914729-64-2)
- 2008 : État-nation ou État mondial ? Wendelin Ettmayer.  (ISBN 2-914729-67-7)
- 2008 : L'USS TEXAS battleship, Lionel Hirlé, Raymond Couraud & Sandrine Woelffel.  (ISBN 2-914729-75-8)
- 2008 : L'effort de guerre américain (1941-1945) Bernard Crochet  (ISBN 978-2-914729-73-4)
- 2008 : Le Charbon, Terre d'Énergie, d'Estelle Fruleux.  (ISBN 2-9147296-85-)I)
- 2008 : Pechelbronn, l'histoire du plus ancien site pétrolier français, de René Walther.   (ISBN 978-2-914729-57-4)
- 2008 : Peugeot, la marque au lion, André Costa, Lionel Hirlé, Jean-Claude Francolon.  (ISBN 2-914729-43-X)
- 2008 : Les Ondes et la Terre : comprendre l'avenir, CGG Veritas Patrice Canal & Pierre René Bauquis.  (ISBN 2-914729-61-8)
- 2008 : Waves & the earth, understanding the future, CGG Veritas Patrice Canal & Pierre René Bauquis.  (ISBN 978-2-914729-72-7)
- 2008 : Bernard Frédéric de Turckheim, (biographie) de Jules Keller.  (ISBN 978-2-914729-65-9)
- 2009 : Berlin : Libérée, occupée, divisée, unifiée, de Sandrine Woelffel.  (ISBN 2-914729-79-0)
- 2009 : L'Eurocorps et l'Europe de la défense, de Raymond Couraud . (ISBN 978-2-914729-74-1)
- 2009 : Le goût d'un terroir Isigny-Sainte-Mère, Felix Torrès  Jérome Aumont . (ISBN 978-2-914729-76-5)
- 2009 : Oradour, l'extermination de Bernard Fischbach.  (ISBN 978-2-914729-39-0)
- 2009 : 1940, de René Epp . (ISBN 978-2-914729-66-6)
- 2009 : Alsace, Les saveurs d'un terroir, Roland Oberlé.  (ISBN 978-2-914729-66-6)
- 2010 : Arno Breker : sculpteur, dessinateur, architecte, Ronald Hirlé, Joe F. Bodenstein, Sandrine Woelffel.  (ISBN 2-914729-83-9)
- 2010 : L'Espace : Comment ça marche ? À quoi ça sert ?, de Philippe Buffet, Christophe Rothmund - Cnes, Ariane espace, groupe Safran . (ISBN 978-2-914729-93-2)
- 2010 : Lucien Blumer, un maître de l'impressionnisme, de Roland Oberlé . (ISBN 978-2-914729-90-1)
- 2010 : Siemens du capitalisme familial à la multinationale, Clotilde Cad.i  (ISBN 978-2-914729-57-4)
- 2010 : L'évasion du cuirassé Jean-Bart, vice-amiral Pierre Ronarc'h.  (ISBN 978-2-914729-87-1)
- 2010 : Les pionniers de l'or noir, Jean-Claude Streicher.  (ISBN 978-2-914729-88-8)
- 2013 : Eva Reich j'ai vécu l'indicible. Biographie d'une famille juive de la Galicie à la Terre Promise, Ronald Hirlé, (Éditions Vent d'Est).
- 2013 : https://www.flickr.com/photos/hirle/. (Travaux photographiques et archives personnelles).
- 2014 : Qui étiez vous monsieur Germain Muller ?  Ronald Hirlé (auteur) Biographie (Éditions du Signe).